# 切特·卡莱尔
切斯特·格雷·卡莱尔（英語：Chester Gray Carlisle，1916年11月2日—1988年8月3日），美国NBA联盟前职业篮球运动员。